# Laojiao
Ne doit pas être confondu avec Laogai.

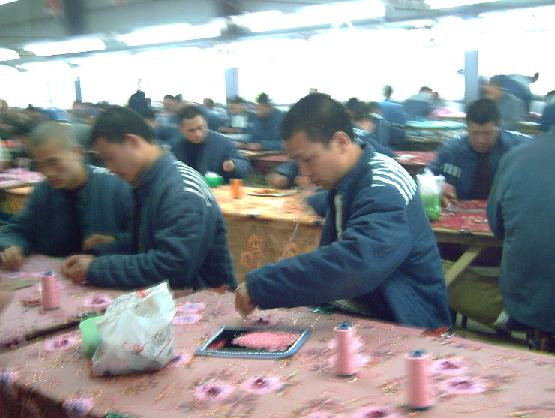
Travailleurs à Shayang, camp de ré-éducation par le travail.

Laojiao (rééducation par le travail) était un système de détention administrative en république populaire de Chine jusqu'en 2013.

## Définitions
Il est généralement employé pour détenir des personnes pour des crimes mineurs tels que petits vols, prostitution, et trafic de drogue. Le laojiao est différent du laogai, qui désigne une prison et signifie camp de réforme par le travail. La durée de détention ne dépasse pas quatre ans.
Le gouvernement chinois proposa en mars 2007 d'abolir le système de laojiao, dans un effort d'améliorer les Droits de l'Homme. Le China Labor Bulletin estime qu'il y a actuellement plus de 300 000 détenus dans les laojiao. Dans sa proposition d'abrogation, le gouvernement chinois ne prend pas seulement en compte la question des Droits de l'Homme. Il fait également face aux problèmes économiques liés à la perte de 300 000 ouvriers travaillant sans aucun salaire.